# 강준석
강준석(姜俊錫, 1962년 6월 16일 ~ )은 제7대 부산항만공사 사장이다. 대한민국의 제13대 해양수산부 차관을 지냈다.

## 학력
- 함양고등학교 졸업
- 부산수산대학교 수산경영학 학사
- 영국 헐대학교 대학원 수산정책학 석사
- 1995.09 ~ 2002.01 : 영국 헐대학교 대학원 자원경제학 박사

## 경력
- 1986.12: 제22회 기술고등고시 합격
- 1988: 수산과학원 사무관
- 1999.02 ~ 2001.09: OECD 사무국
- 2001.09 ~ 2002.12: 주프랑스 대한민국 대사관
- 2004.11 ~ 2005.11: 해양수산부 국제협력관실 원양어업담당관
- 2005.11 ~ 2007.02: 해양수산부 어업자원국 양식개발과장
- 2007.02 ~ 2007.08: 해양수산부 어업자원국 어업정책과장
- 2007.08 ~ 2008.12: 미국 국립해양대기청 파견
- 2009.02 ~ 2010.02: 농림수산식품부 어업자원관
- 2010.02 ~ 2011.02: 농림수산식품부 수산정책관
- 2011.02 ~ 2012.02: 농림수산식품부 외교안보연구원 파견
- 2012.02 ~ 2013.03: 농림수산식품부 원양협력관
- 2013.05 ~ 2014.12: 해양수산부 수산정책실 실장
- 2015.05 ~ 2017.06: 제40대 국립수산과학원 원장
- 2017.06 ~ 2018.08: 제13대 해양수산부 차관
- 더불어민주당 부산 남구 갑 국회의원 후보
- 더불어민주당 해양금융특별위원장
- 한국해양대학교 겸임교수
- 더불어민주당 당무위원
- 2021.09 ~ 2025.02: 제7대 부산항만공사 사장

## 수상
- 2004년: 근정포장
- 2015년: 홍조근정훈장

## 역대 선거 결과
| 실시년도 | 선거   | 대수 | 직책     | 선거구       | 정당         | 득표수    | 득표율          | 순위 | 당락 | 비고 |
| -------- | ------ | ---- | -------- | ------------ | ------------ | --------- | --------------- | ---- | ---- | ---- |
| 2020년   | 총선   | 21대 | 국회의원 | 부산 남구 갑 | 더불어민주당 | 34,778 표 | \| \| 42.53% \| | 2위  | 낙선 |      |
|          | 42.53% |      |          |              |              |           |                 |      |      |      |

| 전임 윤학배 | 제13대 해양수산부 차관 2017년 6월 15일 ~ 2018년 8월 26일 | 후임 김양수 |

| 전임 남기찬 | 제7대 부산항만공사 사장 2021년 9월 30일 ~ 2025년 2월 6일 | 후임 송상근 |